# Muzeum Techniki Wojskowej Gryf
Muzeum Techniki Wojskowej Gryf – polskie prywatne muzeum (w organizacji) zlokalizowane w Dąbrówce (województwo pomorskie), na terenie 15 ha po stacjonujących tu w latach 1963–2001 JW1068 (25 Dywizjon Rakietowy Obrony Powietrznej) oraz w latach 2001–2011 Bazy Technicznej Marynarki Wojennej.
Muzeum Techniki Wojskowej Gryf zostało założone w kwietniu 2013 r. przez Mariana Koteckiego. Gromadzi eksponaty związane z techniką wojskową, zwłaszcza z okresu II wojny światowej. Ideą muzeum jest dynamiczna prezentacja eksponatów. Większość z nich jest w pełni sprawna technicznie i bierze udział w inscenizacjach historycznych, plenerowych widowiskach batalistycznych czy imprezach edukacyjnych, jak również w realizacji filmów dokumentalnych i fabularnych.
W muzeum znajduje się także Kolekcja Saperska – największe w Polsce zbiory amunicji artyleryjskiej, bomb, min, granatów i wyposażenia saperskiego, z eksponatami od średniowiecznych kamiennych kul armatnich, po najnowsze przeciwpancerne pociski rakietowe Spike.
Podczas imprez organizowanych w muzeum, prezentowany jest także Schron SD (stanowiska dowodzenia) 25 Dywizjonu Rakietowego OP ze zbiorami upamiętniającymi służbę żołnierzy-przeciwlotników i dzieje byłego gospodarza terenu w Dąbrówce.

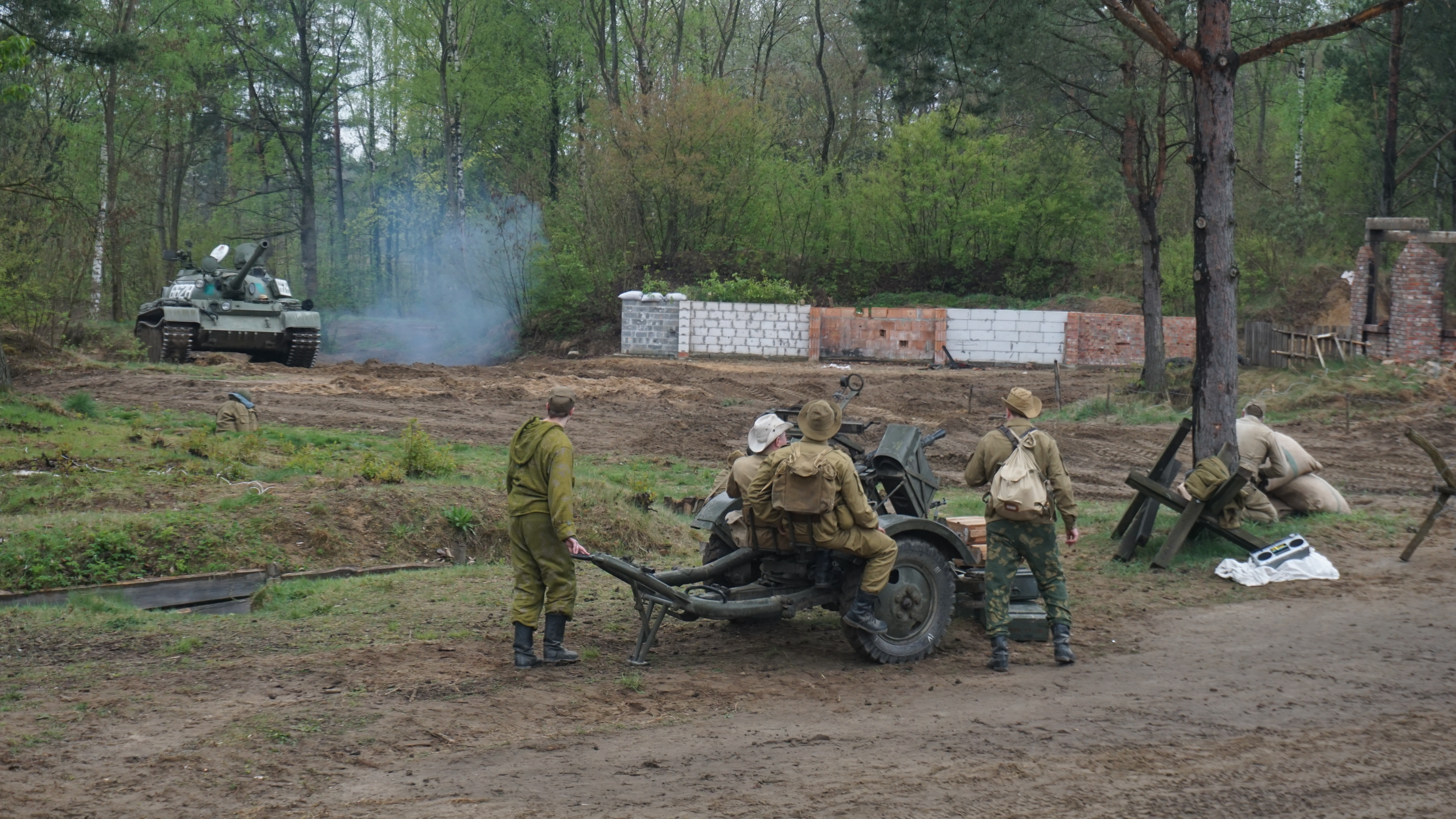
Rekonstrukcja „Afganistan 1988” w Muzeum Techniki Wojskowej Gryf – sowiecki punkt kontrolny

## Kolekcja muzeum
W kolekcji MTW GRYF znajdują się m.in. następujące eksponaty (stan w 2021 r.: ponad 100 pojazdów, dział i rakiet):
- 2 czołgi T-34-85
- 2 czołgi T-55A w wersjach dowódczych: AD1 i AD2
- czołg T-72M
- przeciwlotnicze działo samobieżne FlakPanzer Gepard
- replika czołgu Panzerkampfwagen V Panther (znana m.in. z udziału w filmie „Miasto 44” i serialu „Czas honoru”)
- działo samobieżne ISU-152
- Bojowy Wóz Piechoty BWP-1
- transporter opancerzony OT-810
- transporter opancerzony M3A1 Half-Track
- 2 opancerzone samochody rozpoznawcze BRDM-2
- SKOT R2AM
- trenażer transportera SKOT
- pojazd SPU 2P25M1 – samobieżna wyrzutnia rakiet systemu 2K12 Kub
- gąsienicowa spycharka szybkobieżna BAT-M
- stanowisko szkoleniowe SJ-01 (trenażer czołgów T-72 / PT-91)
- ciężarówki Mercedes-Benz L1500A, L1500S, L3000, L4500S, L3500, L3500/LF15
- ciężarówki Opel Blitz 1,5t, Opel Blitz 3t, Magirus-Deutz S3000
- autobus Krupp LD2,5H z 1938 r.
- ciągnik Lanz Bulldog HR7 (1937 r.) wraz z przyczepą
- samochód ciężarowy Berna 2VM
- samochody osobowe: Warszawa M201, PF 126p „Maluch”, PF 125p sanitarka, FSO 125p, Łada 1200 Żyguli, GAZ M-21 Wołga, Mercedes-Benz 200D, Mercedes-Benz 220SE, Fiat 132, Fiat 131A Mirafiori,
- samochody osobowe: Holsman 1905 – najstarszy sprawny i zarejestrowany samochód w Polsce[6], Oldsmobile Model 37 z 1917, Studebaker Standard Six, Opel Kadett, Opel Olympia, Opel Super 6, Opel Super 6 Pick-up, Opel Kapitan, Mercedes-Benz Typ 230 (W143)
- samochody terenowe Mercedes-Benz 250 GD Wolf (używane w muzeum m.in. do nauki jazdy off-road), Mercedes-Benz 1300L Unimog
- samochody amerykańskie: Ford GPW i GMC CCKW-353
- ciężarówki Lublin 51, Star 25, Star 244L, Star 660M, Star 266, Jelcz 004M strażacki
- ciężarówki ZiŁ-130, ZiŁ-131, ZiŁ-157CS, KrAZ-255B, Tatra 148S3 Rosenbauer SLF 8500,
- autobus ROBUR
- autobus San H100A z 1969 r.
- samochody terenowe GAZ-67, GAZ-69, UAZ 469, UAZ 452 Rozgłośnia Pionier
- samochód dostawcze i rolnicze Syrena R20, Żuk A13, ZSD Nysa 522 Poczta polowa z naprowadzaniem, Tarpan,
- motocykle BMW R 35, M-72 i Ural
- walec Avelling-Barford Pionier
- szybowiec Scheibe L-Spatz 55
- śmigłowiec PZL Mi-2 nr boczny 3720
- armaty 76,2 mm ZIS-3, 57 mm ZIS-2, 85 mm D-44, 7,5 cm PaK 40, 2 egz. 100 mm BS-3, 2 egz. 57 mm plot S-60, 100 mm armata czołgowa D-10TG
- 82 mm działo bezodrzutowe B-10 i 82 mm moździerz wz. 1937, 120 mm moździerz wz. 1938,
- haubica 122 mm wz.1938
- rakiety W-750 systemu SA-75 Dźwina, 3M8M3 systemu 2K11 Krug, szkolna rakieta W-755 systemu S-75M Wołchow
- Meteorologiczna stacja radiolokacyjna RMS-1
- torpedy, pływaki trałów przeciwminowych
- silniki czołgowe, samochodowe, przekroje silników
- szwajcarski wóz konny Gebirgsfourgon, biedki i przyczepki amunicyjne, zabytkowe drabiny strażackie, motopompy i agregaty proszkowe